# Laestrygones albiceris
Laestrygones albiceris är en spindelart som beskrevs av Arthur Urquhart 1894. Laestrygones albiceris ingår i släktet Laestrygones och familjen Desidae. Inga underarter finns listade i Catalogue of Life.